# Eclissi (singolo Gemitaiz)
Eclissi è un singolo del rapper italiano Gemitaiz, in collaborazione con il cantante italiano Neffa, pubblicato il 15 aprile 2022 come primo estratto dal quarto album in studio di Gemitaiz Eclissi.

## Video musicale
Il video, diretto da Manuel Marini, è stato pubblicato il 21 aprile 2021 sul canale YouTube del rapper.

## Classifiche
| Classifica (2022) | Posizione massima |
| ----------------- | ----------------- |
| Italia            | 49                |